# Rhopalosiphoninus solani
Rhopalosiphoninus solani är en insektsart. Rhopalosiphoninus solani ingår i släktet Rhopalosiphoninus och familjen långrörsbladlöss. Inga underarter finns listade i Catalogue of Life.